# Mecanismos de emisión de brotes de rayos gamma

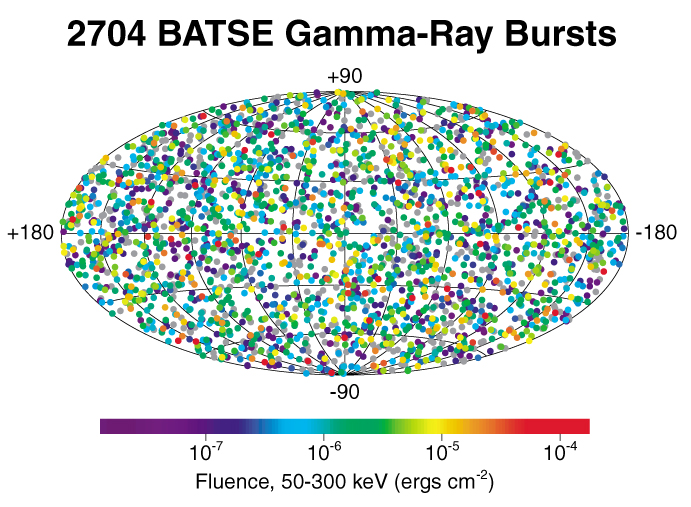
La imagen muestra la localización de 2512 brotes de rayos gamma detectados durante 8 años de observación.

Los mecanismos de emisión de brotes de rayos gamma son teorías que intentan explicar como la energía emitida por los brotes de rayos gamma se convierte en radiación. Las investigaciones sobre estos fenómenos, como sus curvas de luz y los espectros de tiempo, no muestran semejanza con la radiación emitida de ningún proceso físico conocido. Un modelo aceptado de emisión de GRB debe explicar el proceso físico para generar la emisión de rayos gamma que coincida con la diversidad observada de curvas de luz, espectros y otras características. Otros problemas a explicar son las explosiones que convierten más de la mitad de su energía en rayos gamma.

## Características

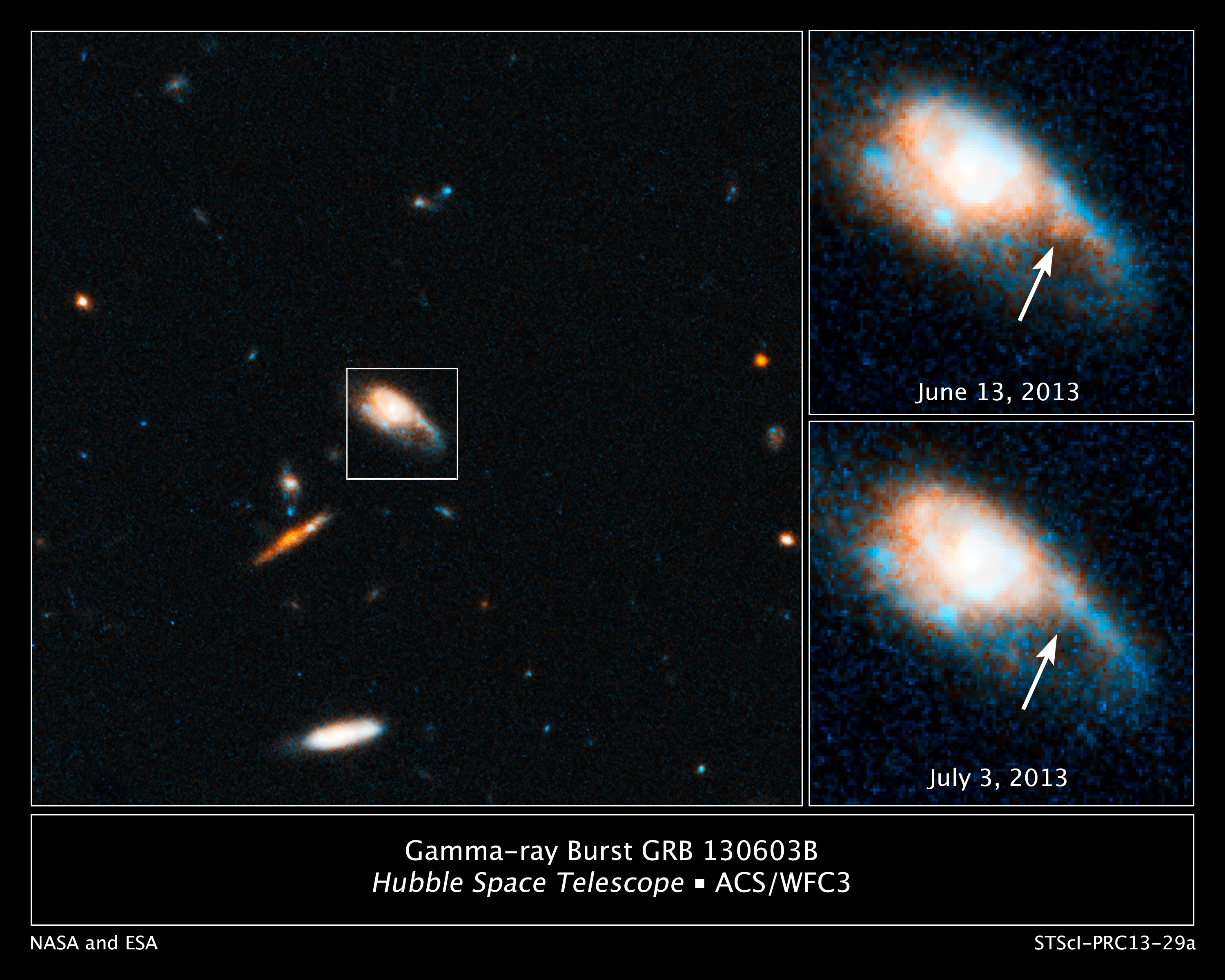
Imagen captada por el Telescopio Hubble, mostrando una luminosa explosión de rayos gamma.

La expulsión de materia a velocidades cercanas a la luz es una las características de los brotes de rayos gamma (GRB). Los GRB tienen variaciones cortas que van desde los milisegundos, además su tamaño en la región emisora es muy pequeño. Si las energías involucradas en un GRB se acumularan en un espacio pequeño, el sistema crearía una explosión menos luminosa y mostraría un espectro diferente.  Sin embargo, si el sistema emisor se está moviendo hacia la Tierra a velocidades relativistas, la explosión se comprime en el tiempo (a causa de un efecto Doppler) y la región emisora deducida de la velocidad finita de la luz se vuelve mucho más pequeña que el tamaño real del GRB.
Una restricción relacionada es impuesta por las escalas de tiempo relativas observadas en algunas explosiones. A menudo, esta escala temporal de variabilidad es mucho más corta que la longitud total de la explosión. En algunos brotes de 100 segundos de duración, la mayoría de la energía se libera en menos de un segundo. Si el GRB se genera debido a que la materia se mueve hacia la Tierra, es difícil comprender por qué liberaría su energía en periodos muy cortos. La explicación más aceptada es que en estos brotes se generan múltiples colisiones de «proyectiles» que viajan a velocidades diferentes, son llamados «choques internos». Aun está en debate cuales son los mecanismos físicos que ayudan a la producción de los fotones observados en una explosión. Algunos candidatos son la radiación de sincrotrón, debido a la velocidad a la que viajan las partículas de alta energía, pues produce esta radiación; y la dispersión inversa de Compton. Hasta ahora no existen teorías que describan con éxito el espectro de los brotes de rayos gamma, aunque algunas se ajustan a ciertos subconjuntos. La función Band, creada por el astrónomo David Louis Band, describe el espectro de la mayorías de los GRB:
{\displaystyle N(E)={\begin{cases}{E^{\alpha }\exp \left({-{\frac {E}{E_{0}}}}\right)},&{\mbox{if }}E\leq (\alpha -\beta )E_{0}{\mbox{ }}\\{\left[{\left({\alpha -\beta }\right)E_{0}}\right]^{\left({\alpha -\beta }\right)}E^{\beta }\exp \left({\beta -\alpha }\right)},&{\mbox{if }}E>(\alpha -\beta )E_{0}{\mbox{ }}\end{cases}}}
Algunos brotes de rayos gamma han demostrado evidencia de un componente adicional de emisión retardada a energías superiores a los GeV. Si un progenitor GRB, como una estrella Wolf-Rayet, explotara dentro de un cúmulo estelar, la onda de choque resultante genera rayos gamma al dispersar fotones de estrellas vecinas. El 30% de las estrellas tipo Wolf-Rayet están ubicadas en grupos densos de estrellas «tipo O» con campos de radiación ultravioleta intensa, el modelo de colapsar sugiere que este tipo de estrellas son probablemente progenitores de GRB; se espera que parte de los GBR se generen en este tipo de ambiente, pues la materia expulsada de la explosión se ralentiza e interactúa con fotones en ondas UV, por lo que ganan energía y generan rayos gamma.

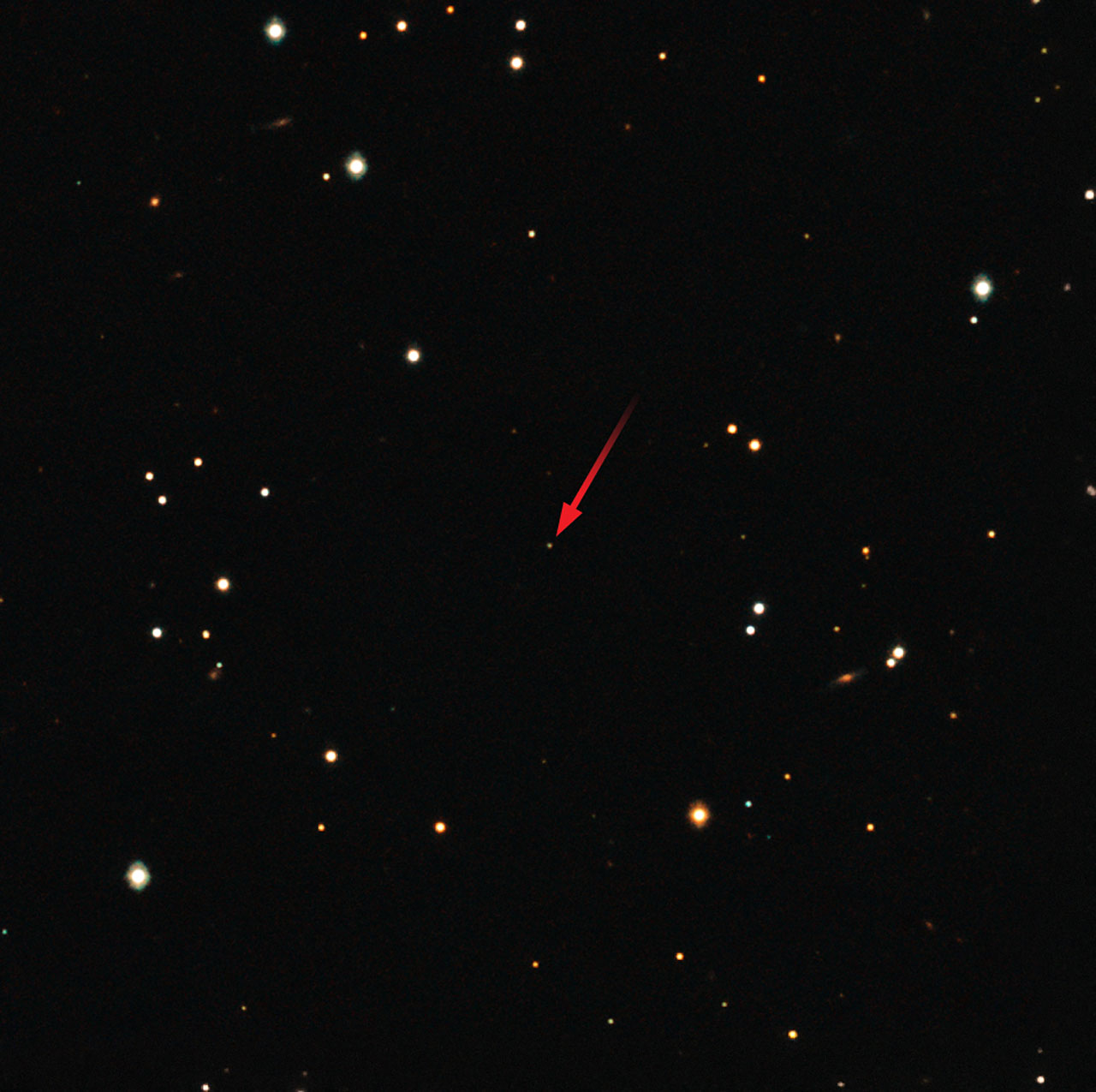
El satélite Swift descubrió en 2015 un brote de rayos gamma, en la imagen se muestra en infrarrojo el brillo del objeto.

Una vez desaparecidos, los brotes de rayos gamma dejan a su paso un brillo posterior que puede ser detectado días después de la explosión. Sin embargo, las emisiones del brillo posterior no están dominadas por choques internos. En general, la mayoría de la materia expulsada en la explosión viaja hacia el medio interestelar. Frente a este material expulsado existe una onda de choque, conocida como «choque externo», mientras el material penetra en el gas interestelar cercano. A medida que la materia interestelar se mueve a través del choque, se calienta a temperaturas extremas. Estas partículas, ahora en movimiento, encuentran un fuerte campo magnético local y son aceleradas perpendicularmente al campo magnético, lo que hace que emitan energía a través de la radiación de sincrotrón. Esta radiación es bien conocida, y el espectro del brillo posterior se ha modelado con bastante éxito.
En general, los GRB presentan tres puntos de ruptura. El punto de ruptura más bajo {\displaystyle \nu _{a}}, corresponde a la frecuencia por debajo de la cual el GRB es opaco a la radiación, por lo que el espectro alcanza la forma de radiación de cuerpo negro. Los otros dos puntos de ruptura {\displaystyle \nu _{m}} y {\displaystyle \nu _{c}}, están relacionados con la energía mínima adquirida por un electrón después de que cruza la onda de choque y el tiempo que tarda un electrón en irradiar la mayor parte de su energía, respectivamente. Dependiendo de cuál de estas dos frecuencias es más alta, existen dos posibilidades. Una de ellas es el enfriamiento rápido ({\displaystyle \nu _{m}>\nu _{c}}):
Poco después de que el GRB estalla, la onda de choque imparte una energía inmensa a los electrones y el factor de Lorentz de electrones mínimo es muy alto. En este caso, el espectro se ve como:
{\displaystyle F_{\nu }\propto {\begin{cases}{\nu ^{2}},&\nu <\nu _{a}\\{\nu ^{1/3}},&\nu _{a}<\nu <\nu _{c}\\{\nu ^{-1/2}},&\nu _{c}<\nu <\nu _{m}\\{\nu ^{-p/2}},&\nu _{m}<\nu \end{cases}}}
Enfriamiento lento ({\displaystyle \nu _{m}<\nu _{c}}):
Cuando el brote de rayos gamma ha terminado, la onda de choque se ha ralentizado y el factor mínimo de electrón de Lorentz es mucho menor:
{\displaystyle F_{\nu }\propto {\begin{cases}{\nu ^{2}},&\nu <\nu _{a}\\{\nu ^{1/3}},&\nu _{a}<\nu <\nu _{m}\\{\nu ^{-(p-1)/2}},&\nu _{m}<\nu <\nu _{c}\\{\nu ^{-p/2}},&\nu _{c}<\nu \end{cases}}}
El resplandor cambia con el tiempo. Para el caso más simple de expansión del proceso adiabático en un medio de densidad uniforme, los parámetros críticos evolucionan como sigue:
{\displaystyle \nu _{c}\propto t^{1/2}}
{\displaystyle \nu _{m}\propto t^{-3/2}}
{\displaystyle F_{\nu ,max}=const}
Donde 
{\displaystyle F_{\nu ,max}}
es el flujo en la frecuencia actual más alta del espectro GRB. Durante el enfriamiento rápido, se mantiene en {\displaystyle \nu _{c}}; durante el enfriamiento lento está en {\displaystyle \nu _{m}}). Debido a que {\displaystyle \nu _{m}} cae más rápido que {\displaystyle \nu _{c}}, el sistema cambia de enfriamiento rápido a enfriamiento lento.

### Choques inversos, flash óptimo y el efecto jet

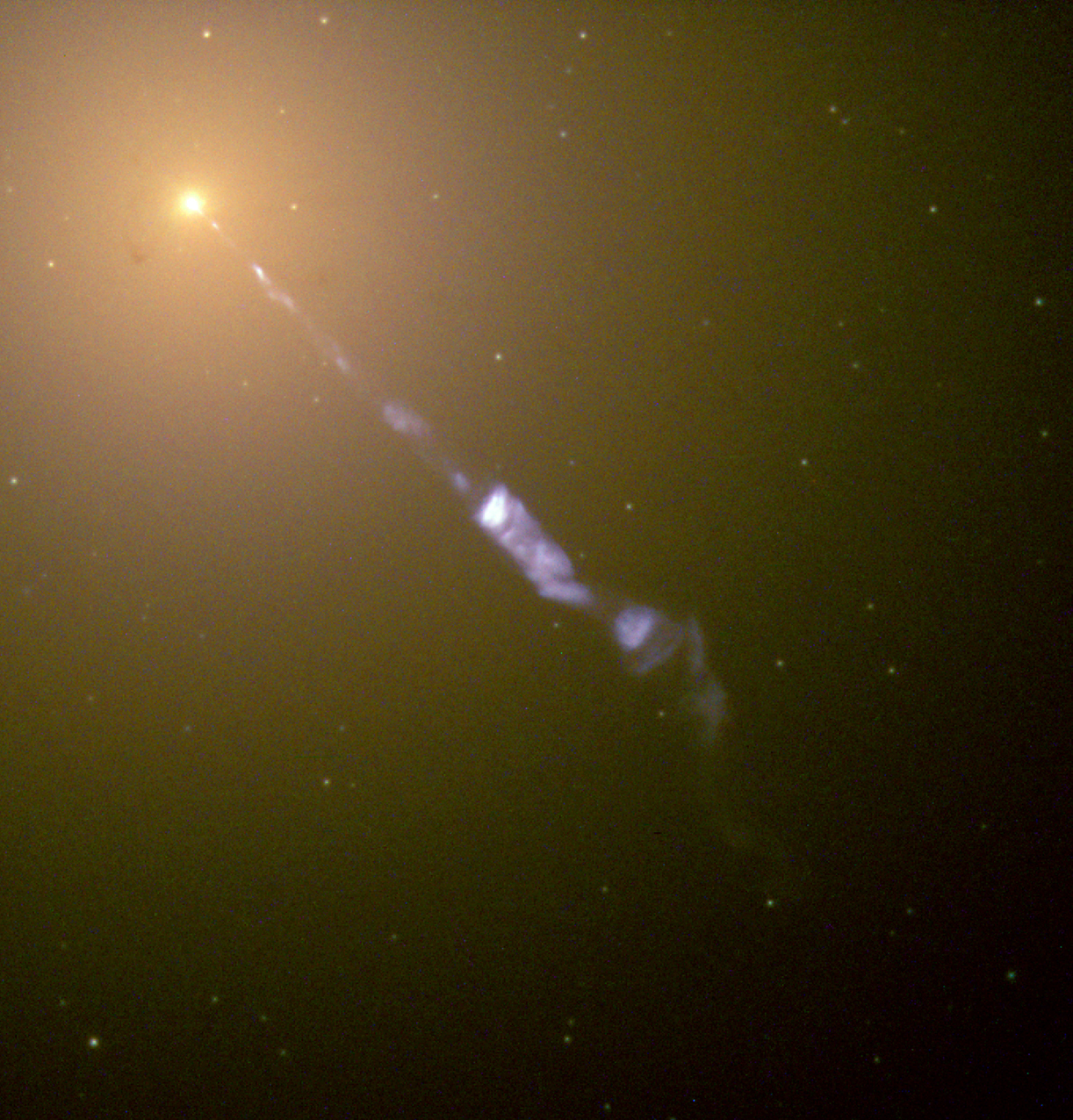
Un jet de electrones y partículas subatómicas expulsadas desde dentro de la galaxia M87.

Es posible que existan «choques inversos» que se propaguen de nuevo a la materia afectada una vez que comienza a encontrar el medio interestelar. El material con doble choque puede producir una especie de flash óptico, compuesto por radiación ultravioleta, que se ha visto en forma poco común en algunos brotes de rayos gamma. La emisión de ráfagas de rayos gamma se libera en pequeños brotes, no en proyectiles esféricos. Primero, el borde del brote que indica que no hay presión hacia el lado se propaga hacia su centro, y la materia del brote puede propagarse a sus laterales. Una vez visto el brote en la Tierra, se empieza a desvanecer, efecto visible conocido como «ruptura» de la ley de potencia en la curva de luz. Este efecto ha sido llamado jet break y ha sido visto en algunos eventos, citado además como evidencia de que los GBR son jets, también conocido como chorro relativista o de materia.